# Znělá alveolární frikativa
Znělá alveolární frikativa je souhláska, která se vyskytuje v mnoha jazycích. V mezinárodní fonetické abecedě se označuje symbolem z, číselné označení IPA je 133, ekvivalentním symbolem v SAMPA je z.

## Charakteristika
- Způsob artikulace: třená souhláska (frikativa) patřící mezi sykavky. Vytváří se pomocí úžiny (konstrikce), která se staví do proudu vzduchu, čímž vzniká šum – od toho též označení úžinová souhláska (konstriktiva).
- Místo artikulace: dásňová souhláska (alveolára). Úžina se vytváří mezi jazykem a dásňovým obloukem.
- Znělost: znělá souhláska – při artikulaci hlasivky vibrují. Neznělým protějškem je s.
- Ústní souhláska – vzduch prochází při artikulaci ústní dutinou.
- Středová souhláska – vzduch proudí převážně přes střed jazyka spíše než přes jeho boky.
- Pulmonická egresivní hláska – vzduch je při artikulaci vytlačován z plic.

## V češtině
V češtině se tato hláska zaznamenává písmenem Z, z.